# JR East série E217
Pour les articles homonymes, voir E217 (homonymie).
La série E217 (E217系, E217-kei) était un type de rames automotrices électriques exploité par la JR East au Japon. Les rames ont été utilisées de 1994 à 2025 pour les services de banlieue et périurbain, principalement sur les lignes Sōbu (Rapide) et Yokosuka.

## Histoire
Introduite en 1994 pour remplacer les rames de la série 113 circulant sur les lignes Sōbu (Rapide) et Yokosuka, la série E217 est le premier type de train de banlieue au Japon à comporter quatre paires de portes par voiture, en parallèle avec la série 209. Les trains ont été construits conjointement par Kawasaki Heavy Industries, Tokyu Car Corporation et JR East (usines de Niitsu et Ōfuna), sur la base de la série 209.
Après la série E217, la production de trains de banlieue a été poursuivie avec la série E231, unifiée sous l’appellation de « train général ». Les deux séries partagent une structure de base et un design intérieur similaires. Entre 2006 et 2015, trois rames ont été transférées sur la ligne Tōkaidō pour compenser le retrait des rames de la série 211. Ces rames ont été pelliculées aux couleurs de la ligne Tōkaidō/Shōnan, avec une bande orange et verte. En septembre 2018, JR East a annoncé l’introduction de la série E235 sur les lignes Sōbu (Rapide) et Yokosuka à partir de 2020. L’exploitation commerciale de la série E235 a débuté le 21 mars 2020, marquant le début du remplacement progressif de la série E217.
Les dernières rames ont été retirées en 2025.

## Exploitation
La série E217 a été exploitée sur les lignes suivantes :
- Ligne Kashima (Sawara – Kashima-Jingū) ;
- Ligne Narita (Chiba – Aéroport de Narita, Sawara) ;
- Ligne principale Sōbu (Tokyo – Narutō) ;
- Ligne Sotobō (Chiba – Kazusa-Ichinomiya) ;
- Ligne Uchibō (Chiba – Kimitsu) ;
- Ligne Yokosuka ;
- Ligne Shōnan-Shinjuku (Shinjuku – Zushi) (décembre 2001 – octobre 2004) ;
- Ligne principale Tōkaidō (Tokyo – Atami) (mars 2006 – mars 2015)[5] ;
- Ligne de l'aéroport de Narita (jusqu’en mars 2018)[6].

## Description
La caisse est en acier inoxydable léger, similaire à celle de la série 209, mais avec une largeur portée à 2 950 mm (contre 2 800 mm pour la série 209-0). L’écartement entre les bogies a été augmenté à 13 800 mm (contre 13 300 mm pour la série 209) pour éviter tout contact avec des obstacles dans les courbes.
La voiture de tête est équipée d’une cabine surélevée, adaptée à la circulation à grande vitesse sur des sections comportant de nombreux passages à niveau. Le siège du conducteur est positionné à 50 cm au-dessus du plancher pour maximiser la visibilité. Suite à l’accident du passage à niveau d’Osuga sur la ligne Narita en 1992, une structure absorbant les chocs a été intégrée à la voiture de tête pour renforcer la sécurité du conducteur. De plus, en raison de la circulation dans les longs tunnels entre Shinagawa et Kinshichō (tunnels de Tokyo et Sōbu), une porte d’évacuation est prévue à l’avant.
La livrée combine une bande crème (n° 1) et bleu (n° 20, anciennement n° 15 avant la mise à jour des équipements), héritée de la « couleur Yokosuka ».

## Intérieur
L’intérieur des voitures est basé sur les spécifications de la série 209, avec des matériaux blancs et un revêtement de sol gris. Un espace pour fauteuils roulants (UFR) est aménagé dans chaque voiture de tête.
La disposition des sièges privilégie les banquettes longitudinales adaptées aux trajets domicile-travail. Cependant, trois des onze voitures de la composition de base sont équipées de sièges transversaux pour répondre aux besoins des passagers longue distance et des touristes.

## Caractéristiques techniques
La configuration des équipements, tels que les bogies et les systèmes de puissance, est basée sur la série 209. Le contrôleur et le moteur principal, fabriqués par Mitsubishi, utilisent un thyristor GTO avec un dispositif de commande à onduleur VVVF (contrôle de groupe 1C4M2) et un moteur à cage d’écureuil de 95 kW (type MT68, puis MT73 à partir de la 7e rame). Le rapport de démultiplication est de 97:16 (1:6,0625), contre 99:14 (1:7,07) pour la série 209, permettant une vitesse maximale de 120 km/h. L’accélération est limitée à 2,0 km/h/s (contre 2,5 km/h/s pour la série 209).
Le rapport motrice/remorque diffère entre la composition de base (11 voitures, 4M7T) et la composition auxiliaire (4 voitures, 2M2T), avec un réglage de l’onduleur VVVF pour harmoniser les performances d’accélération, même en formation de 15 voitures. Les bogies DT61/TR246, sans traversin, sont similaires à ceux de la série 209, avec un amortisseur de lacet initialement installé, mais retiré sur les rames ultérieures, sauf sur les voitures à 2 niveaux.
L’alimentation auxiliaire repose sur un onduleur statique (SIV) de Toyo Denki Seizo, d’une capacité de 210 kVA, alimentant jusqu’à six voitures. Les compresseurs d’air sont des modèles à vis de Knorr-Bremse.

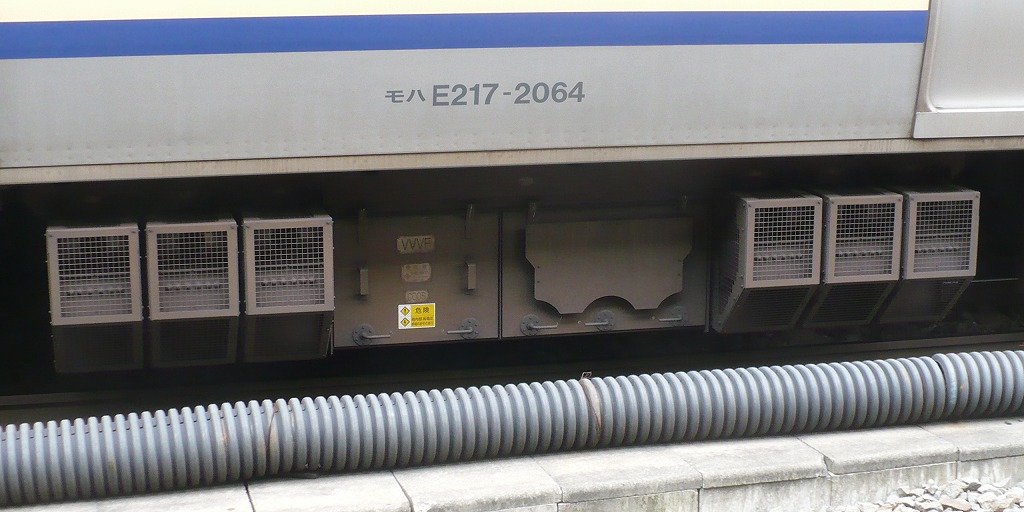
Dispositif de contrôle de puissance VVVF SC41B

Le système de freinage est un frein à air comprimé à commande électrique avec régénération, équipé d’un frein de secours direct et adapté à la neige. Un système de commande numérique (MON) gère la transmission des ordres de marche et de freinage. Un dispositif antidérapant prévient le patinage des roues. Le pantographe, de type PS28A en losange, est identique à celui de la série 209. Les dispositifs de sécurité incluent l’ATS-P, l’ATS-SN et, jusqu’en février 2004, l’ATC-5 pour la section du tunnel de Tokyo, remplacé par l’ATS-P. En juillet 2012, les thyristors GTO ont été remplacés par un système IGBT de Mitsubishi lors de la rénovation des trains.

## Rames

### Légende
- Cont : Dispositif de contrôle du véhicule
- SIV : Alimentation auxiliaire (onduleur statique)
- CP : Compresseur d’air
- ♀ : Voiture réservée aux femmes
- < ou > : Pantographe
- MoHa (モハ) : Motrice sans cabine
- SaHa (サハ) : Remorque sans cabine
- KuHa (クハ) : Remorque avec cabine
- KuMoHa (クモハ) : Motrice avec cabine

#### Rame de 11 voitures
Au 3 septembre 2021, 44 rames de 11 voitures étaient basées au dépôt de Kamakura et composées de quatre voitures motrices ("M") et sept remorques ("T").
|              | ← Kimitsu, Aéroport de NaritaKurihama → |           |           |                |                |                |           |           |                |                |                |
|              |                                         |           |           |                |                |                |           |           |                |                |                |
|              |                                         |           |           |                |                |                |           |           |                |                |                |
|              |                                         |           |           |                |                |                |           |           |                |                |                |
| Voiture n°   | 11                                      | 10        | 9<>       | 8              | 7              | 6              | 5         | 4         | 3<>            | 2              | 1              |
| Désignation  | Tc                                      | T         | M         | M'             | T              | T              | Tsd       | Tsd'      | M              | M'             | Tc'            |
| Numérotation | KuHa E217                               | SaHa E217 | MoHa E217 | MoHa E216-1000 | SaHa E217-2000 | SaHa E217-2000 | SaRo E217 | SaRo E216 | MoHa E217-2000 | MoHa E216-2000 | KuHa E216-2000 |

- Les voitures 3 et 9 sont équipées chacune d’un pantographe en losange.
- Les voitures 1 et 11 disposent d’un espace accessible/prioritaire (UFR).
- Les voitures 1, 5 et 11 sont équipées de toilettes (toilettes universelles dans la voiture 1, toilettes de style japonais dans la voiture 11).
- La voiture 8 est désignée comme une voiture à climatisation allégée.
- Les voitures 4 et 5 sont des voitures à deux niveaux de type « Green Car » (première classe).
- Les voitures 9, 10 et 11 combinent des sièges longitudinaux et transversaux.

#### Rame de 4 voitures
Au 16 septembre 2021, 38 rames de 4 voitures étaient basées au dépôt de Kamakura et composées de deux voitures motrices ("M") et deux remorques ("T").
|              | ← Kimitsu, Aéroport de NaritaKurihama → |                |                |                     |
|              |                                         |                |                |                     |
|              |                                         |                |                |                     |
|              |                                         |                |                |                     |
| Voiture n°   | +4                                      | +3<>           | +2             | +1                  |
| Désignation  | Tc                                      | M              | M'             | Tc'                 |
| Numérotation | KuHa E217-2000                          | MoHa E217-2000 | MoHa E216-2000 | KuHa E216-1000/2000 |

- La voiture 3 est équipée d’un pantographe en losange.
- Les voitures 1 et 4 disposent d’un espace accessible/prioritaire (UFR).
- La voiture 1 est équipée de toilettes de style japonais.

## Exportation
Certaines rames de la série E217 seraient destinées à être exportées vers Jakarta pour le réseau KRL, afin de réduire la congestion sur les lignes de banlieue. La production locale de trains en Indonésie ne pouvant répondre à la demande avant 2025, le gouvernement indonésien se tourne vers des trains japonais d’occasion, comme il l’a fait précédemment avec les série 205 et des rames du métro de Tokyo, permettant ainsi d’améliorer le service de banlieue.

## Modélisme
La série E217 est reproduite à l’échelle N par Kato et Tomix.

## Galerie photos

JR East série E217
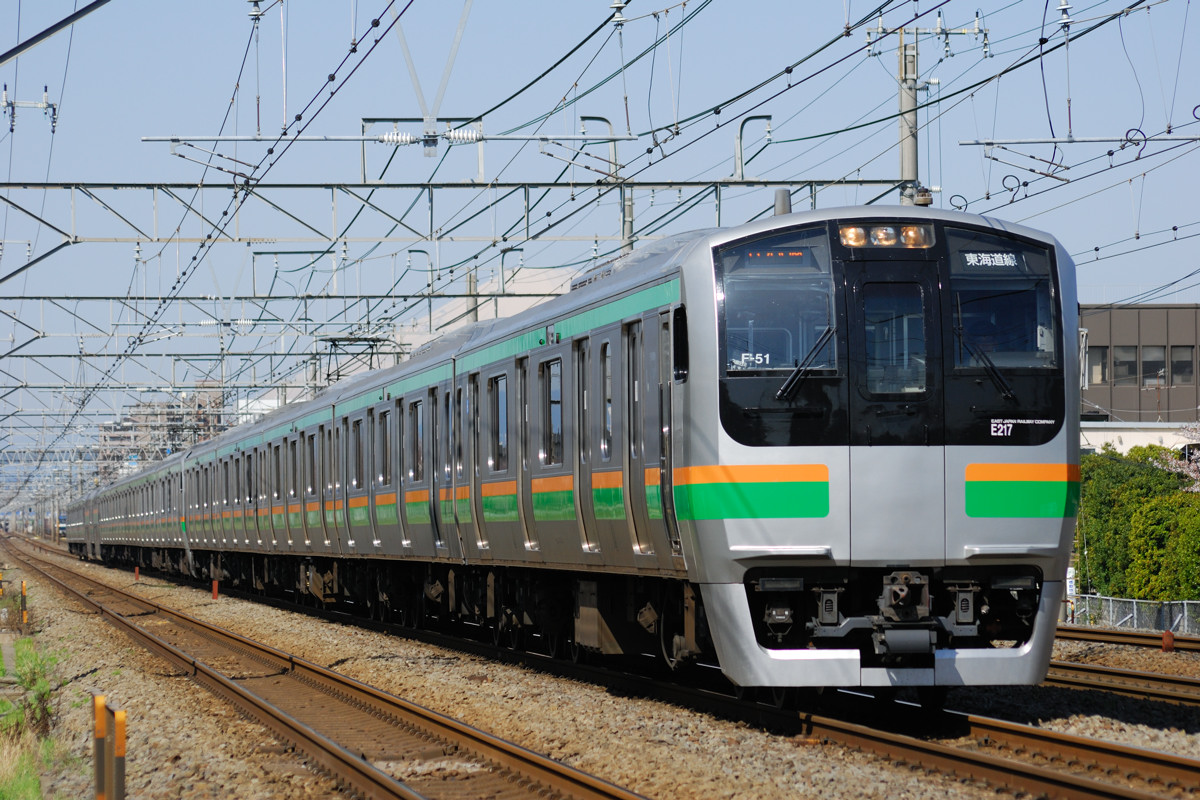
Rame avec la livrée de la ligne Tōkaidō.
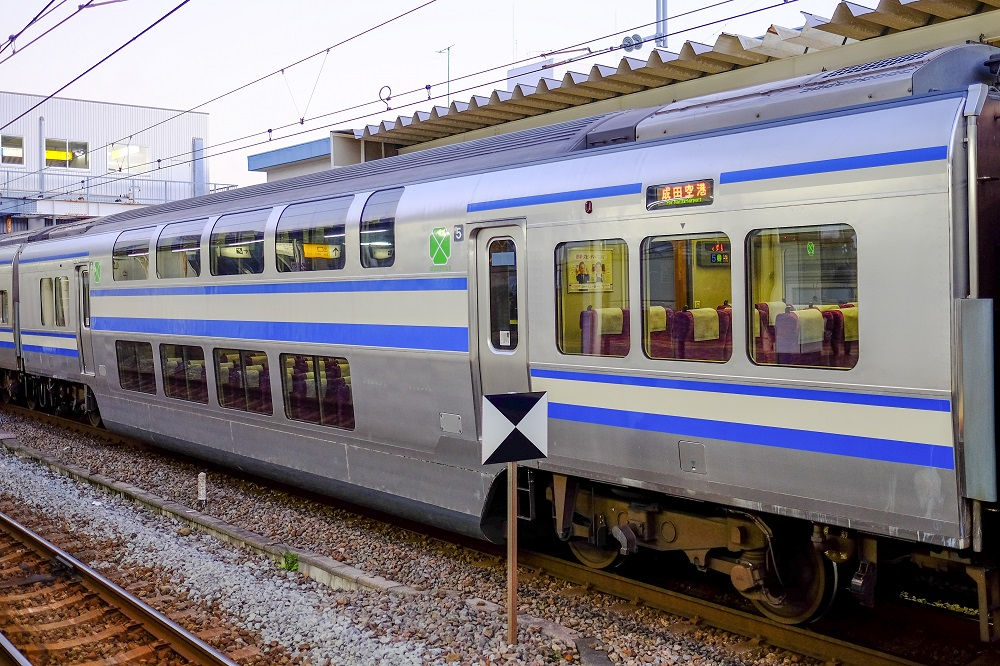
Première classe (Green Car) à deux niveaux.
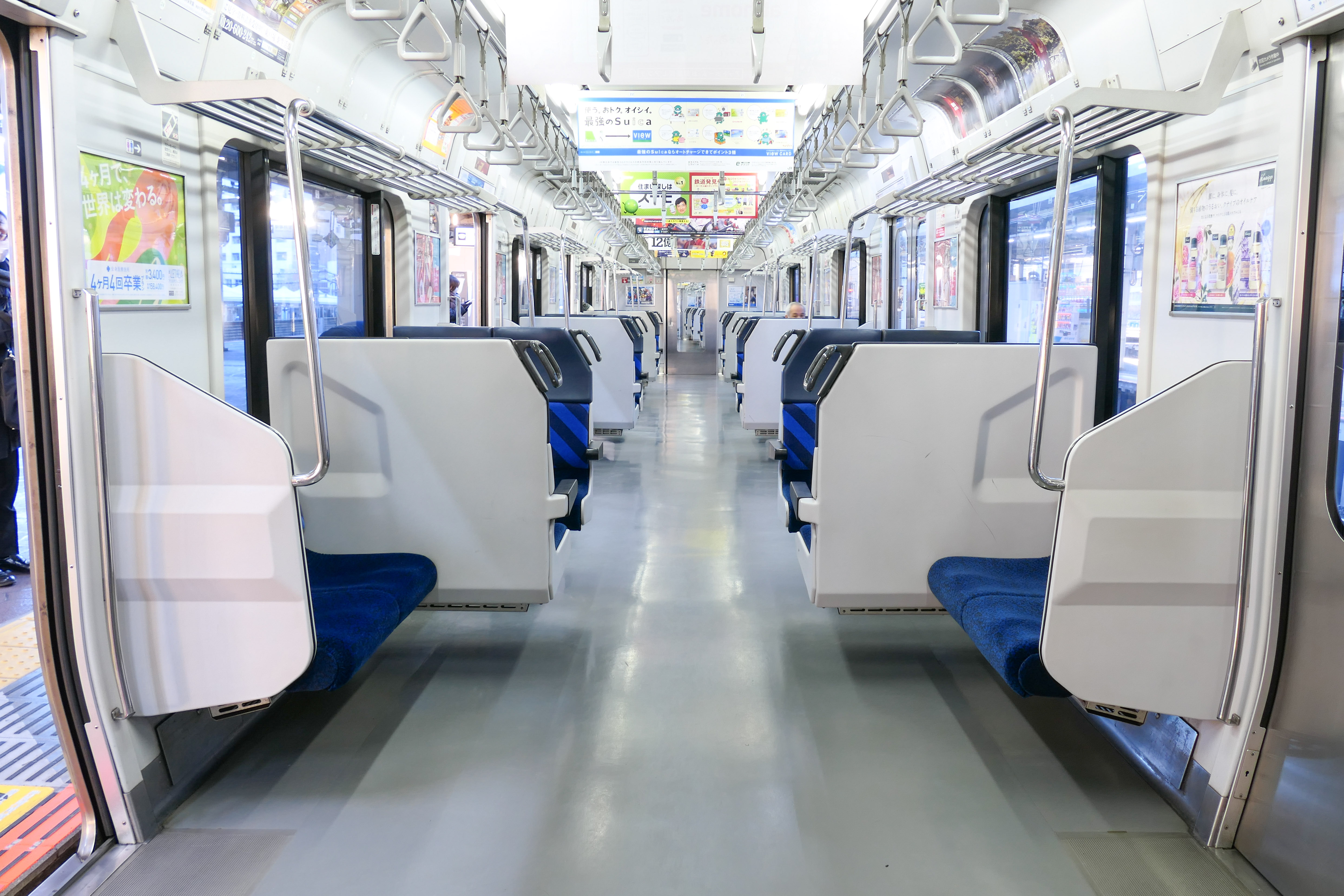
Sièges transversaux.
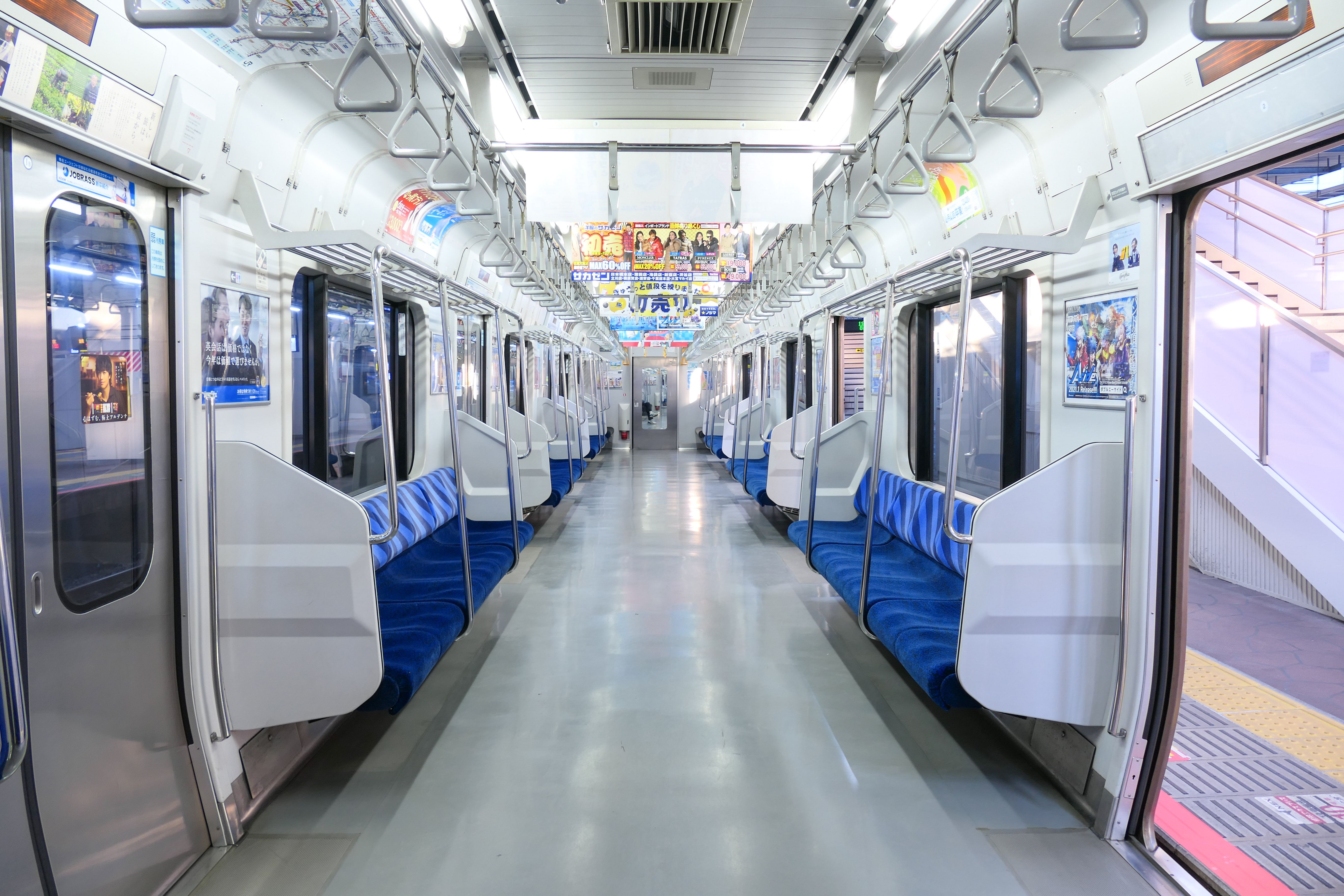
Banquettes longitudinales.